# Andreas Höppner

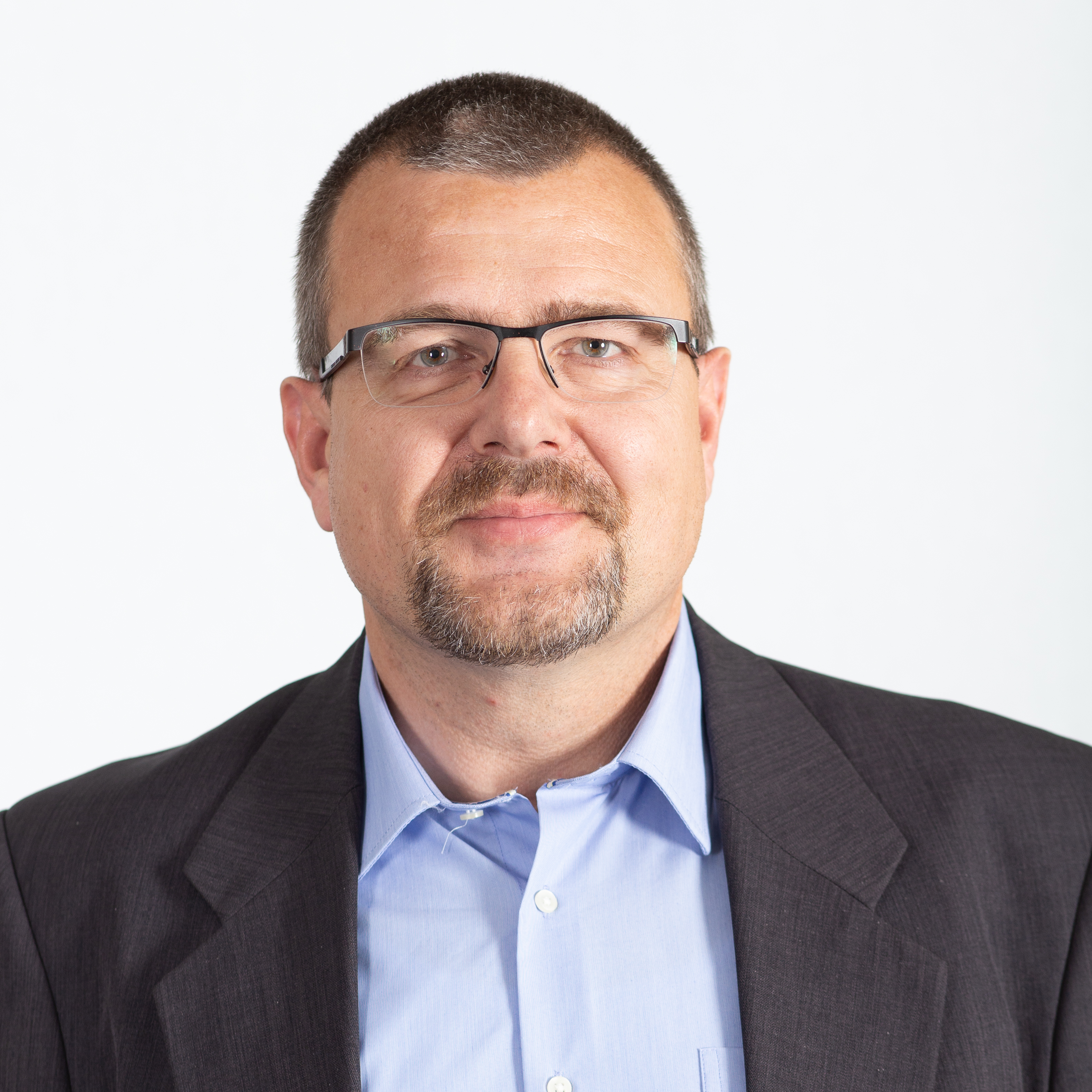
Andreas Höppner 2018

Andreas Höppner (* 22. März 1968 in Gardelegen) ist ein deutscher Politiker (Die Linke) und war von 2016 bis 2021 Abgeordneter im Landtag von Sachsen-Anhalt.

## Biografie
Andreas Höppner absolvierte die Polytechnische Oberschule, eine Ausbildung zum Instandhaltungsmechaniker und eine Fachschulausbildung zum Maschineningenieur. Er arbeitet als Techniker und Sicherheitsingenieur in der Lebensmittelindustrie und ist seit 2007 freigestellter Betriebsratsvorsitzender des Backwarenherstellers Fricopan, einer Tochterfirma der Aryzta-Gruppe.

## Partei und Politik
Höppner war von 1986 bis 1989 Mitglied der SED.
Er amtiert als Ortsbürgermeister in Gardelegen, gehört dem dortigen Stadtrat und dem Kreistag im Altmarkkreis Salzwedel an.
In der Partei Die Linke war er seit 2011 stellvertretender Landesvorsitzender. Vom 20. Mai 2017 bis zum 29. Juni 2019 war er Landesvorsitzender, zu seinem Nachfolger in dieser Funktion wurde Stefan Gebhardt gewählt.
Bei der Landtagswahl in Sachsen-Anhalt 2016 erhielt er ein Mandat über die Landesliste seiner Partei. 